# Nordea Nordic Light Open 2005
Nordea Nordic Light Open 2005 — жіночий тенісний турнір, що проходив на відкритих кортах з твердим покриттям у Стокгольмі (Швеція). Це був 4-й за ліком Nordea Nordic Light Open. Належав до турнірів 4-ї категорії в рамках Туру WTA 2005. Тривав з 8 до 14 серпня 2005 року. П'ята сіяна Катарина Среботнік здобула титул в одиночному розряді й отримала 22 тис. доларів США.

## Фінальна частина

### Одиночний розряд
- Катарина Среботнік —  Анастасія Мискіна, 7–5, 6–2[1][2]

Для Среботнік це був 2-й титул в одиночному розряді за сезон і 4-й - за кар'єру.

### Парний розряд
- Емілі Луа /  Катарина Среботнік —  Ева Бірнерова /  Мара Сантанджело, 6–4, 6–3[2]

Для Луа це був 11-й титул в парному розряді за кар'єру, для Среботнік - 10-й.